# Altbuchhorst
Altbuchhorst ist ein Gemeindeteil der Gemeinde Grünheide (Mark) im Landkreis Oder-Spree im Land Brandenburg.

## Geografische Lage
Der Gemeindeteil liegt rund 1,7 km nordöstlich des Gemeindezentrums und dort zwischen dem Peetzsee im Westen und dem Möllensee im Osten. Westlich liegt der Wohnplatz Waldeck, nördlich grenzt die Gemeinde Rüdersdorf bei Berlin an, östlich der weitere Gemeindeteil Kagel-Finkenstein, südöstlich Klein Wall.

## Geschichte und Etymologie

### 17. und 18. Jahrhundert
Das Dorf wurde im Jahr 1652 indirekt erwähnt, als ein Dorfschulze aus Rüdersdorf bei Berlin unter anderem 8 1⁄2 Morgen (Mg) Land in der Rüdersdorfer Heide „nahe Buchhorst“ besaß. Eine weitere Erwähnung stammt aus dem Jahr 1745, welche die Vorsilbe "Alt-" erklärt: Zu dieser Zeit besaß der Unterförster Mathes Krüger „auf der Buchhost“ unter anderem einen 16 Mg großen Acker, der „auf dem Buchhorst Wall“ lag. Weitere sieben Morgen seines Besitzes lagen „unter anderem hinter dem Schönen Schornstein“. Mit diesem neuen Buchhorst war eine Erhebung beim Dämeritzsee gemeint. Diese wurde folgend Neu Buchhorst und am Möllensee lag nun Altbuchhorst. Im Jahr 1756 wohnten „auf dem Buchhorst am Möllensee“ unter anderem ein Holzschläger, ein Unterförster, drei weitere Personen und ein Hausmann. Im Jahr 1773 lebten in Buchhorst am Möllensee, auch „vom alten Buchhorst“ genannt, insgesamt neun Büdner, darunter der Teerschweler Fielitz, drei Paar und drei einzelne Hausleute.

### 19. bis 21. Jahrhundert
Im Jahr 1801 bestand die „Kolonie im Rüdersdorfer Forst“ aus zwölf Büdnern und neun Einliegern, die neun Feuerstellen (=Haushalte) betrieben. Mittlerweile gab es auch einen Krug. In dieser Zeit erschien auch die Schreibweise „Alt-Buchholz“. Im Jahr 1840 war lediglich von neun Wohnhäusern die Rede. Zwanzig Jahre später bestand die Kolonie mit fünf Abbauten, in der insgesamt elf Wohn- und 16 Wirtschaftsgebäude standen.
Im Jahr 1900 gab es neben der Kolonie eine Försterei, die dem Gutsbezirk Königlich Rüdersdorfer Forst zugewiesen war und 1929 in die Gemeinde Werlsee (dem späteren Grünheide (Mark)) eingegliedert wurde. Alt Buchhorst war ab 1932 ein Wohnplatz von Kalkberge mit den Forsthäusern Alt Buchhorst I und Alt Buchhorst II. Im Dorf bestanden im Jahr 1969 der staatliche Forstwirtschaftsbetrieb Handelsberg sowie die Revierförsterei Alt Buchhorst.

## Bevölkerungsentwicklung
| Jahr      | 1801 | 1817 | 1840 | 1858 | 1925 |
| Einwohner | 70   | 126  | 94   | 120  | 630  |